# 明村 (三重県)
明村（あきらむら）は三重県中部、当初奄芸郡、後に河芸郡に属した村。現在の津市北西端、関ジャンクションの南一帯にあたり、村域の一部は亀山市になっている。

## 地理
- 河川：安濃川
- 池：横山池、二重池、三谷池

## 歴史
- 1889年（明治22年）4月1日 - 町村制の施行により、奄芸郡忍田村・楠原村・中縄村・楠平尾村・林村・萩原村・福徳村が合併して明村が発足。
- 1896年（明治29年）4月1日 - 所属郡が河芸郡に変更。
- 1916年（大正5年） - 役場庁舎が完成[1]。
- 1918年（大正7年） - 明小学校付近でミエゾウの化石が見つかる[2]。
- 1956年（昭和31年）9月30日 - 椋本村・安濃郡安西村・雲林院村・河内村と合併して安芸郡芸濃町が発足。同日明村廃止。
- 1958年（昭和33年）4月1日 - 旧村域の芸濃町大字萩原・福徳が鈴鹿郡関町に、大字楠平尾の一部（字西落・北浦・屋敷・岩口・宮之垣内・向イ・南山）が亀山市に編入。

## 交通
鉄道
- 安濃鉄道本線（1915年 - 1941年）
  - 林駅

## 旧明村役場庁舎
旧明村役場庁舎（きゅうあきらむらやくばちょうしゃ）は、1916年（大正5年）に完成した、明村の役場庁舎。木造地上2階建、寄棟造で、1階を役場事務室、2階を村議会議場として利用していた。明村廃止後も1967年（昭和42年）まで芸濃町役場の支所・連絡所として利用され、1971年（昭和46年）から2005年（平成17年）までは芸濃町資料館となっていた。その後取り壊される予定であったが、市町村合併を機に津市は保存することを決定した。老朽化のために普段は非公開としている。
明治と大正の建築様式を融合した洋風建築であり、2006年（平成18年）11月29日に国の登録有形文化財（登録番号：第24-0062号）となった。建物外観は、1887年（明治20年）竣工の旧津警察署を参考にしたとされる。

## 関連人物
- 林宗右衛門（旧林村の林家養子、貴族院多額納税者議員）